# Li Yun (dynastie Tang)
Titre
Empereur auto-proclamé de Chine
886 – 887
(2 mois)
Li Yun (李熅) (??? - 887), titré Prince de Xiang (襄王), est un prétendant au trône de la dynastie Tang, qui, grâce à l'aide du seigneur de guerre Zhu Mei, s'empare de Chang'an, la capitale de l'empire, et revendique le trône impérial pendant deux mois, en 886-887, et ce alors que l'empereur Tang Xizong n'a pas abdiqué. Le bref règne de Li Yun s’achève lorsque Wang Xingyu, un des hommes de Mei, se rebelle et tue ce dernier. Li Yun s'enfuit sur les terres de Wang Chongrong, un autre seigneur de guerre, qui l'exécute et présente sa tête à l'empereur Xizong.

## Avant le règne
On ne connaît pas la date de naissance de Li Yun. Les chroniques chinoises, comme le Nouveau Livre des Tang, indiquent qu'il est un arrière-petit-fils de Li Guang (李僙) le Prince de Xiang, qui est lui-même un des fils de l'empereur Tang Suzong. Toujours suivant les sources chinoises, à un moment donné, son grand-père Li Xuan (李宣), a reçu le titre de Prince de Yiwu.
En 885, pendant le règne de l'empereur Tang Xizong, le puissant eunuque Tian Lingzi entre en conflit ouvert avec Wang Chongrong, le gouverneur militaire (Jiedushi) du circuit de Hezhong (河中), à la suite des tentatives de Tian de reprendre le contrôle des étangs de sel du circuit de Hezhong au profit du gouvernement impérial. Autre point de discorde entre les deux hommes, la grossièreté avec laquelle Tian Kuangyou (田匡祐), le fils adoptif de Lingzi, c’est comporté lorsqu'il a été envoyé tant qu'émissaire à Hezhong. Tian Lingzi avait obtenu de l'empereur Xizong qu'il émette un édit transférant Wang au circuit de Taining (泰寧). Furieux, Wang rejette l'édit impérial et s'allie avec Li Keyong, le Jiedushi du circuit de Hedong (河東), qui a des origines Shatuo. Tian réagi en s'alliant avec Zhu Mei, le Jiedushi du circuit de Jingnan (靜難) et Li Changfu qui est celui du circuit de Fengxiang (鳳翔). Les forces impériales, commandées par Tian, rejoignent les troupes de Zhu et Li Changfu puis attaquent celles de Wang. Wang et Li Keyong ripostent farouchement et, lors d'une bataille qui a lieu autour du nouvel an 886, infligent une défaite aux soldats de la coalition Tian/Zhu/Li Changfu. Alors que les forces de Li Keyong et de Wang s'approchent de la capitale Chang'an, l'empereur Xizong et Tian commencent par fuir a Fengxiang, le siège du circuit de Li Changfu, avant de rejoindre Xingyuan (興元). Pendant ce temps, Zhu Mei et Li Changfu, craignant Li Keyong et Wang, mettent fin à leur alliance avec Tian et l'empereur Xizong, et envoient des soldats tenter de capturer ce dernier, mais en vain.
Quand l'empereur Xizong s'enfuit de Chang'an, Li Yun le suit à Fengxiang, mais il n'arrive pas à le suivre à Xingyuan. En effet, alors qu'il se trouve à Zuntu (遵 塗 驛), qui se situe près de Fengxiang, il est capturé par les soldats de Zhu et ramené à Fengxiang. À ce stade, Zhu est convaincu que Tian a une mauvaise influence sur l'empereur Tang Xizong et que ce dernier ne pourra jamais s'en défaire. Persuadé qu'il recevra le soutien des autres chefs de guerre s'il met un nouvel empereur sur le trône, il consulte le chancelier Xiao Gou, qui est également resté en arrière lors de la fuite à Xingyuan de l'empereur. Xiao s'y oppose, mais Zhu l'ignore et force les fonctionnaires impériaux présents à Fengxiang à soumettre une pétition soutenant la candidature de Li Yun pour le trône. Au début Li Yun refuse et accepte seulement le titre de régent. En plus des officiels impériaux de Fengxiang, Gao Pian, le Jiedushi du circuit de Huainan (淮南), Wang Chongrong et le haut fonctionnaire Cui Anqian ont également présenté des pétitions soutenant Li Yun, . Les forces de Zhu escortent les officiels impériaux et Li Yun à Chang'an, en prévision du moment ou Li Yun montera officiellement sur le trône. Cependant, Li Keyong, cependant, refuse les propositions que lui font Zhu et Li Yun et continue à envoyer des pétitions à l'Empereur Tang Xizong à Xingyuan. De même, Li Changfu, l'ancien allié de Zhu, furieux d'être exclu du gouvernement nouvellement formé, rédige également une pétition de soutien à l'empereur Xizong.

## Bref règne et fin de vie
Pendant l'hiver 886, après plusieurs nouvelles sollicitations de hauts fonctionnaires, Li Yun finit par monter sur le trône et s'auto-proclame Empereur. Une fois au pouvoir, il décrète le début de l'ére Jiànzhēn (建貞) et offre à l'empereur Tang Xizong, qui est toujours à Xingyuan, le titre d'Empereur retiré (Taishang Huang).
Pendant ce temps, Tian Lingzi avait abandonné son poste de commandant de la garde Shence (神策軍) et s'était transféré de son propre chef au circuit de Xichuan (西川), comme eunuque surveillant de l'armée, sachant que le Jiedushi de ce circuit n'est autre que son frère aîné, Chen Jingxuan. Yang Fugong, le successeur de Tian, fait savoir dans toute la région de Guanzhong que quiconque serait en mesure d'exécuter Zhu Mei remplacerait ce dernier comme Jiedushi de Jingnan. Cette offre séduit Wang Xingyu, un des officiers de Zhu, qui voit là une opportunité d'échapperà la colère de son maitre et une possible exécution. En effet, Zhu avait confié à Wang la mission de s'emparer de la ville de Xingyuan et de capturer l'empereur Xizong, ce qu'il avait été bien incapable de faire. Wang retourne alors à Chang'an, surprend Zhu et le tue. Les fonctionnaires Pei Che et Zheng Changtu, que Li Yun a nommé chanceliers, escortent ensuite Wang Wingyu à Hezhong. Cependant, à ce stade, Wang avait accepté de jurer à nouveau fidélité à l'empereur Xizong, et après avoir fait semblant d'accueillir chaleureusement Li Yun, il saisit et décapite ce dernier. Ceci fait, il se rend à Xingyuan pour remettre la tête du défunt aux autorités et être présenté à l'empereur Xizong. Au début, Xizong veut célébrer la mort de Yun, mais le spécialiste des cérémonies Yin Yingsun (殷 盈 孫) le lui déconseille en soulignant que la mort d'un membre du clan impérial n'était pas quelque chose à célébrer. L'empereur décide donc de déchoir Li Yun de son rang de prince impérial à titre posthume et de faire enterrer la tête.